# Robert Bulwer-Lytton

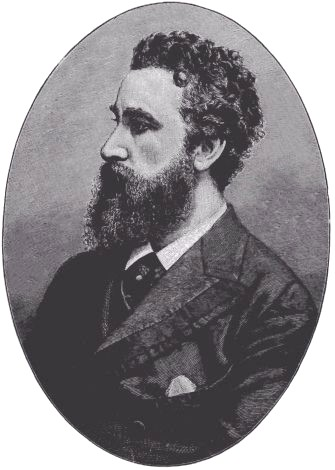
Edward Robert Bulwer-Lytton, 1st Earl of Lytton

Edward Robert Lytton Bulwer-Lytton, 1.er Conde de Lytton GCB, GCSI, GCIE, PC (8 de noviembre de 1831 – 24 de noviembre de 1891) fue un político británico, que ejerció como Virrey de la India. También fue poeta, bajo el sobrenombre de Owen Meredith.

## Biografía
Robert Bulwer-Lytton era hijo de los novelistas Edward Bulwer Lytton, 1.er Barón Lytton, y de su esposa Rosina Doyle Wheeler. Fue educado en Harrow School y en la Universidad de Bonn. Al cumplir los 18 años, viajó a los Estados Unidos como secretario privado de su tío, Sir Henry Bulwer, embajador británico en Washington D. C..
Con 25 años, publicó en Londres un volumen de poemas bajo el sobrenombre de Owen Meredith, tras los que vendrían varios volúmenes más entre los que destaca "Lucile", una historia en verso.
Posteriormente, fue secretario en diferentes plazas de Europa y embajador en Portugal y Francia. Entre 1876 y 1880 fue Gobernador General y Virrey de la India. El mandato de Lytton como Virrey empeoró una de las peores hambrunas registradas en la historia India, en su criterio, fue más importante incentivar el libre comercio y la producción de cereal, que detener la hambruna que diezmaba los habitantes, "finalmente esta servía como medio de control de la superpoblación". 
En 1873 sucedió a su padre como 2º Barón Lytton, siendo nombrado en 1880 Vizconde Knebworth y Conde de Lytton.
- Datos: Q335493
- Multimedia: Robert Bulwer-Lytton, 1st Earl of Lytton / Q335493